# معبر طارات
معبر طارات واحد من ثلاث معابر تربط ليبيا بالجزائر. ظلّ المعبر مغلقاً مدّة أربعة أشهر سنة 2011 من الجانب الجزائري بحجّة «تردي الوضع الأمني في ليبيا».